# Chorisodontium aciphyllum
Chorisodontium aciphyllum är en bladmossart som beskrevs av Brotherus 1924. Chorisodontium aciphyllum ingår i släktet Chorisodontium och familjen Dicranaceae. Inga underarter finns listade i Catalogue of Life.